# Alexandrine Le Normant d'Étiolles
Alexandrine-Jeanne Le Normant d'Étiolles (Paris, 10 de agosto de 1744 - Paris, 15 de junho de 1754), foi a única filha da Madame de Pompadour, célebre Maîtresse-en-titre de Luís XV. Ela nasceu durante as "Cenas de Metz", em que o público se escandalizou ao saber do adultério de seu futuro padrasto, Luís XV da França.

## Primeiros anos
Seu pai biológico era Charles-Guillaume Le Normant d'Étiolles, marido da futura Madame de Pompadour, que ainda não era amante de Luís XV no nascimento de sua filha. Ela teve um irmão mais velho, Charles Guillaume Louis (1741-42), que morreu na infância. Alexandrine foi apelidada de "Fanfan" por sua família. Ela comentou que foi muito magra ao longo de sua vida muito curta, mas saudável. 
Sua mãe tornou-se amante de Luís XV em 1745. Luís ordenou a separação legal de seus pais e serviu como seu padrasto não oficial pelo resto de sua vida.

## Vida no Convento
Aos seis anos de idade, Alexandrine foi colocada no Convento da Assunção, na rue Saint-Honoré, em Paris, um convento de meninas da nobreza que lhe servia de escola de aperfeiçoamento. Ela estava prometida aos oito anos ao duque de Picquigny, filho do duque de Chaulnes, com o acordo de que ela se casaria com Picquigny aos doze anos de idade.
François Poisson, pai da madame de Pompadour, adorava a neta, a quem ele amava muito. Madame de Pompadour chegou a escrever: "Por que os avós devem sempre estragar seus netos?", referindo-se ao amor de seu pai por Alexandrine.

## Morte
Em 4 de junho de 1754, Alexandrine adoeceu no Convento da Assunção. Charles-Guillaume Le Normant d'Étiolles correu para o seu lado, mas Madame de Pompadour, que estava em Versalhes, não pôde comparecer. Ao saber de sua doença, Luís XV enviou dois de seus próprios médicos para o lado dela, mas a criança já havia morrido de peritonite aguda quando eles chegaram. Alexandrine estava a poucos meses de completar dez anos de idade. 
Seu avô, François Poisson, morreu onze dias depois, em 25 de junho de 1754, devastado pela morte de sua querida neta. Sua mãe supostamente nunca se recuperou da perda de sua filha e pai em poucos dias.